# Летопись Самуила Величко
Летопись Самуила Величко (полное название — Лѣтопись событiй в Юго-Западной Россiи в XVII вѣкѣ) — монументальное произведение историко-мемуарной прозы, составленное в 1720 году. Наряду с Летописью самовидца, Летописью Григория Грабянки и «Историей Русов» является важнейшим источником казацкой историографии.
Сама летопись не дошла до нас в надлежащем виде — сильно повреждён первый том, значительно меньше — второй. Вполне вероятно, что книга не заканчивалась 1700 годом, потому что и в заголовке, и во многих местах третьего тома упоминаются события крайней мере до 1720 года. По этой же причине распространено также мнение, что утрачены и заключительные страницы летописи.
Самуил Величко, служащий канцелярии Войска Запорожского, для создания своей Летописи не ограничился узкими локальными материалами и собственными воспоминаниями, он также использовал различные иностранные источники. Наиболее вероятным источником Величко считается «диариуш» (Дневник) казацкого летописца Самуила Зорьки, личного писаря гетмана Богдана Хмельницкого, а также казацкие «кроничкы» (малые хроники).
Летопись Величко написана литературным языком XVIII века с элементами народной речи. Летопись является одним из главных и наиболее достоверных произведений украинской историографии второй половины XVII — начала XVIII века. Летопись состоит из 4 частей:
- «Сказание о войне козацкой з поляками, чрез Зиновия Богдана Хмелницкого, гетмана войск запорожских, в осми летех точившойся…» — описывает события 1648—1659 годов, отдельными эпизодами достигая в 1620 год. Описывая войну Якова Острянина 1638 года, Величко добавляет к аутентичному источнику, которым пользовался, — дневнику польского хрониста Шимона Окольского — собственный комментарий;
- вторая и третья части, которые охватывают 1660—1686 и 1687—1700 годы, названные «Повествования летописная с малороссийских и иных отчасти поведениях собранная и зде описанная», содержат значительное количество собственных наблюдений Величко и основываются на документах гетманской канцелярии;
- в 4-й части собраны приложения с различных документов XVII века.

«Летопись Самуила Величко» впервые опубликована Киевской Археографической комиссией в 1848—1864 годах под названием «Летопись событий в юго-западной России в 17 в.», Тт. I—IV.
«Сказание о войне казацкой с поляками через Зиновия Богдана Хмельницкого …» Киев, 1926, Акад.наук, 268 ст.
14 октября 2020 года в Батурине состоялась презентация полного издания «Летописи» Самуила Величко. Впервые за 300 лет она издана в том виде, в каком ее задумал автор.